# Územní studie v Praze
Územní studie je v českém systému územního plánování vedle územně analytických podkladů jedním ze dvou druhů územně plánovacích podkladů - navrhuje, prověřuje a posuzuje možná řešení vybraných problémů, případně úprav nebo rozvoj některých funkčních systémů v území, například veřejné infrastruktury, územního systému ekologické stability, které by mohly významně ovlivňovat nebo podmiňovat využití a uspořádání území nebo jejich vybraných částí.
V Praze spadá vytváření územních studií pořizovaných MHMP do kompetence Odboru územního rozvoje. Ten rozděluje studie do základních kategorií studií dokončených, studií v procesu pořizování a studií v pokročilé fázi přípravy.

## Stav na začátku roku 2020
Na začátku roku 2020 byly dle evidence Odboru územního rozvoje platné, rozpracované či připravované následující územní studie:

### Studie dokončené - evidované v iLAS[2]
- ÚS pro nový územní plán hl. m. Prahy, lokalita Nová Harfa a část lokality U Rokytky (studie sloužící jako podklad pro novou územně plánovací dokumentaci)
- ÚS pro nový územní plán hl. m. Prahy, lokalita Západní Město (studie sloužící jako podklad pro novou územně plánovací dokumentaci)
- Územní studie Praha - Satalice (pro rozhodování v území)
- ÚS Rezidence Park Kavčí Hory - prověření hmoty objektu v kontextu okolní zástavby ve smyslu § 26 PSP (pro rozhodování v území)
- ÚS Obytný komplex Vivus Kolbenova - prověření hmoty objektu „A“ v kontextu okolní zástavby ve smyslu § 26 PSP (pro rozhodování v území)
- ÚS Polyfunkční dům Kamýk - prověření hmoty objektu v kontextu okolní zástavby ve smyslu § 26 PSP (pro rozhodování v území)
- ÚS Geone Marina Project - objekt SO1.02 - prověření hmoty objektu v kontextu okolní zástavby ve smyslu § 26 PSP (pro rozhodování v území)
- ÚS Březiněves
- ÚS Hradčanská - Špejchar
- ÚS Kolovraty
- ÚS Petrovice
- ÚS lokality Na Hutích, Praha - Kyje (pro rozhodování v území)
- ÚS Komořany (pro změnu ÚPD)
- ÚS Opatov - Na Jelenách (pro rozhodování v území)

### Studie dokončené - ostatní
- ÚS Bytový dům Střelničná - prověření hmoty objektu v kontextu okolní zástavby ve smyslu § 26 PSP (pro rozhodování v území)
- ÚS Karlínské výhledy - prověření hmoty objektu v kontextu okolní zástavby ve smyslu § 26 PSP (pro rozhodování v území)
- ÚS Obytný soubor Na Vackově, objekt E - prověření hmoty objektu v kontextu okolní zástavby ve smyslu § 26 PSP (pro rozhodování v území)

### Studie v procesu pořizování
- ÚS čtvrťového centra v okolí stanice metra Háje, Praha
- ÚS Okolí stanice metra Roztyly
- ÚS Sídliště Ďáblice
- ÚS Holešovice Bubny - Zátory
- ÚS Šárecké údolí, Tichá - Horní - Dolní Šárka
- ÚS Okolí budoucí stanice metra D a krajinné rozhraní Písnice
- ÚS Palmovka[3]
- ÚS Průmyslové zóny Štěrboholy
- ÚS Michle
- ÚS Sídliště a okolí budoucí stanice metra D Libuš
- ÚS Starý Suchdol

### Studie v pokročilé fázi přípravy
- ÚS Horní Počernice - východ
- ÚS Veleslavín
- ÚS Palmovka